# Euphorbia amicorum
Euphorbia amicorum es una especie fanerógama perteneciente a la familia Euphorbiaceae. Es endémica de Yibuti.

## Descripción
Es un árbol que alcanza un tamaño de 4 m de altura con un tronco robusto de ± 40 cm de diámetro, cubierto de cicatrices en la corteza de las ramas caídas en 7 ± series ligeramente en espiral, las ramas miden 3 m de largo, extendiéndose horizontalmente, con ramas secundarias en espirales y retorcidas para formar una amplia corona achatada.

## Ecología
Se encuentra en las laderas rocosas, con escasa vegetación por sobrepastoreo; a una altitud de 1.500 metros.
Se encuentra cercana de Euphorbia robecchii, Euphorbia qarad. 
Descubierta por el explorador suizo F. Aubert de La Rue entre noviembre de 1937 y mayo de 1938 (La Somalie française 113 pl XXVIII, 1939.). Visto por Lavranos en 1973 se recopiló en 1976 por Lavranos y Newton. 

## Taxonomía
Euphorbia amicorum fue descrita por Susan Carter Holmes y publicado en Cactus and Succulent Journal 73: 177. 2001.
Etimología
Euphorbia: nombre genérico que deriva del médico griego del rey Juba II de Mauritania (52 a 50 a. C. - 23), Euphorbus, en su honor – o en alusión a su gran vientre –  ya que usaba médicamente Euphorbia resinifera. En 1753 Carlos Linneo asignó el nombre a todo el género.
amicorum: epíteto latino que significa "amigo".